# Mika Nurmela
Mika Nurmela, född 26 december 1971 i Uleåborg i Finland, är en finländsk före detta fotbollsspelare. Han spelade senast för klubben Oulu i den finländska andraligan Ettan.